# Monte Mabu
El monte Mabu es una montaña en el norte de Mozambique, famosa por su selva tropical primaria. El monte Mabu tiene aproximadamente 1.700 metros (5.600 pies) de altura y el bosque cubre unas 7.000 hectáreas (27 millas cuadradas). Aunque es bien conocido localmente, el bosque del monte Mabu y su fauna extremadamente diversa eran desconocidos para los científicos estudiosos de las plantas y los animales hasta 2005. Fue descubierto por científicos del Real Jardín Botánico de Kew explorando la vista por satélite de Google Earth para buscar focos de vida salvaje desconocidos en África. A menudo se le conoce como el "Bosque Google".
Se han descubierto varias especies nuevas en el bosque del mote Mabu. El aislamiento de la selva tropical, rodeada de sabana, hace que sea probable que albergue muchas especies no descubiertas aún. Las especies descubiertas hasta ahora son:
- Helixanthera schizocalyx,un muérdago tropical en la familia Loranthaceae. Un arbusto parásito que se adhiere a las ramas de los árboles y crece hasta 50 cm (1,6 pies) de alto.
- Nadzikambia baylissi, un camaleón pigmeo. Es  la segunda especie en lo que anteriormente era un género monotípico, Nadzikambia.[5]
- Atheris mabuensis, una víbora arbustiva.[6]
- Cymhoe baylissi, una mariposa.[7]

Otras especies recientemente descubiertas incluyen cuatro mariposas, dos especies más de serpientes, una especie de cangrejo y cinco plantas. Es probable que haya muchas más especies nuevas en el bosque, con posibles candidatos hasta ahora que incluyen una musaraña, un pseudo escorpión, ranas, caracoles, murciélagos, bagres y varios insectos.
Entre las 126 especies de aves identificadas, hay en el bosque siete nuevas poblaciones de especies de aves amenazadas a nivel mundial, como el Thyolo alethe, cuyas otras poblaciones están todas amenazadas por la tala y la deforestación. También el petirrojo de Swynnerton y el Namuli apalis.
En junio de 2009, el gobierno de Mozambique anunció que establecería medidas de conservación para evitar la tala comercial. Se cree que el bosque Mabu es la selva tropical de altitud media más grande de África. Los bosques africanos que no están contaminados por la tala y otras actividades humanas son raros. El bosque del monte Mabu está rodeado de áreas devastadas por la Guerra Civil de Mozambique (1977-1992). El difícil acceso por carretera, el desconocimiento del bosque y su uso como refugio por los aldeanos locales durante la guerra contribuyeron a su protección. No se han descubierto registros de expediciones previas o viajes de recolección.